# Ballon d'Or 1972
De Ballon d'Or 1972 was de 17e editie van de voetbalprijs georganiseerd door het Franse tijdschrift France Football. De prijs werd gewonnen door de West-Duitser Franz Beckenbauer (Bayern München).
De jury was samengesteld uit 25 journalisten die aangesloten waren bij de volgende verenigingen van de UEFA: West-Duitsland, de DDR, Oostenrijk, België, Bulgarije, Tsjecho-Slowakije, Denemarken, Spanje, Finland, Frankrijk, Griekenland, Hongarije, Engeland, Ierland, Luxemburg, Italië, Nederland, Polen, Portugal, Roemenië, Zweden, Zwitserland, Turkije, Sovjet-Unie en Joegoslavië.
De resultaten van de stemming werden gepubliceerd in editie 1395 van France Football op 26 december 1972.

## Stemprocedure
Elk jurylid koos de beste vijf spelers van Europa. De speler op de eerste plaats kreeg vijf punten, de tweede keus vier punten en zo verder. Op die wijze werden 375 punten verdeeld, 125 punten was het maximale aantal punten dat een speler kon behalen (in geval van een vijfentwintig koppige jury).

## Uitslag
| Plaats | Speler               | Club                     | Stemmen | Stemmen | Stemmen | Stemmen | Stemmen | Stemmen | Punten |
| Plaats | Speler               | Club                     | 1º      | 2º      | 3º      | 4º      | 5º      | Totaal  | Punten |
| ------ | -------------------- | ------------------------ | ------- | ------- | ------- | ------- | ------- | ------- | ------ |
| 1º     | Franz Beckenbauer    | Bayern München           | 10      | 4       | 1       | 6       |         | 21      | 81     |
| 2º     | Gerd Müller          | Bayern München           | 7       | 4       | 6       | 5       |         | 22      | 79     |
|        | Gunter Netzer        | Borussia Mönchengladbach | 5       | 7       | 6       | 4       |         | 22      | 79     |
| 4º     | Johan Cruijff        | Ajax                     | 3       | 9       | 4       | 5       |         | 21      | 73     |
| 5º     | Piet Keizer          | Ajax                     |         | 1       | 1       |         | 6       | 8       | 13     |
| 6º     | Kazimierz Deyna      | Legia Warschau           |         |         | 1       | 1       | 1       | 3       | 6      |
| 7º     | Gordon Banks         | Stoke City               |         |         | 1       |         | 1       | 2       | 4      |
|        | Barry Hulshoff       | Ajax                     |         |         | 1       |         | 1       | 2       | 4      |
|        | Włodzimierz Lubański | Górnik Zabrze            |         |         | 1       |         | 1       | 2       | 4      |
|        | Bobby Moore          | West Ham United          |         |         | 1       |         | 1       | 2       | 4      |
| 11º    | Hristo Bonev         | Lokomotiv Plovdiv        |         |         | 1       |         |         | 1       | 3      |
|        | Gerrie Mühren        | Ajax                     |         |         | 1       |         |         | 1       | 3      |
|        | Moertaz Choertsilava | Dinamo Tbilisi           |         |         |         | 1       | 1       | 2       | 3      |
|        | Paul Van Himst       | RSC Anderlecht           |         |         |         | 1       | 1       | 2       | 3      |
| 15º    | Antal Dunai          | Újpest Dózsa             |         |         |         | 1       |         | 1       | 2      |
|        | Eusébio              | Benfica                  |         |         |         | 1       |         | 1       | 2      |
|        | Sandro Mazzola       | Internazionale           |         |         |         |         | 2       | 2       | 2      |
| 18º    | Amancio              | Real Madrid              |         |         |         |         | 1       | 1       | 1      |
|        | Paul Breitner        | Bayern München           |         |         |         |         | 1       | 1       | 1      |
|        | Giorgio Chinaglia    | Lazio                    |         |         |         |         | 1       | 1       | 1      |
|        | Dragan Džajić        | Rode Ster Belgrado       |         |         |         |         | 1       | 1       | 1      |
|        | Johnny Giles         | Leeds United             |         |         |         |         | 1       | 1       | 1      |
|        | John Greig           | Glasgow Rangers          |         |         |         |         | 1       | 1       | 1      |
|        | Johan Neeskens       | Ajax                     |         |         |         |         | 1       | 1       | 1      |
|        | Gianni Rivera        | AC Milan                 |         |         |         |         | 1       | 1       | 1      |
|        | Jevgeni Roedakov     | Dinamo Kiev              |         |         |         |         | 1       | 1       | 1      |
|        | Marius Trésor        | Olympique Marseille      |         |         |         |         | 1       | 1       | 1      |

## Trivia
- Het was de eerste keer dat drie spelers uit hetzelfde land de top drie bezetten. Pas bij de editie van 1981 werd dit herhaald.

## Referentie
- Eindklassement op RSSSF

France Football:
1956 · 
1957 · 
1958 · 
1959 · 
1960 · 
1961 · 
1962 · 
1963 · 
1964 · 
1965 · 
1966 · 
1967 · 
1968 · 
1969 · 
1970 · 
1971 · 
1972 · 
1973 · 
1974 · 
1975 · 
1976 · 
1977 · 
1978 · 
1979 · 
1980 · 
1981 · 
1982 · 
1983 · 
1984 · 
1985 · 
1986 · 
1987 · 
1988 · 
1989 · 
1990 · 
1991 · 
1992 · 
1993 · 
1994 · 
1995 · 
1996 · 
1997 · 
1998 · 
1999 · 
2000 · 
2001 · 
2002 · 
2003 · 
2004 · 
2005 · 
2006 · 
2007 · 
2008 · 
2009 · 
2016 · 
2017 · 
2018 · 
2019 · 
2021 · 
2022 · 
2023 · 
2024